# 平信徒枢机

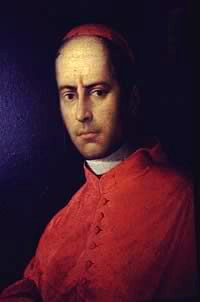
历史上最后一名平信徒枢机特奥多夫·默特尔。在他1858年被任命为枢机之后几个月他才被祝圣为执事

平信徒枢机（英語：lay cardinal）指天主教中以平信徒身份被指定为枢机（俗称红衣主教）者。因成为枢机至少要是执事，因此平信徒枢机在得到任命后必定领受圣秩圣事，成为天主教的神职人员。
虽历史上有平信徒枢机出现，但20世纪初天主教教会法修改后，成为枢机者即便是就任执事级枢机也必须先晋铎，因此目前平信徒已不能再被指定为枢机，平信徒枢机已是一个历史名词。

## 历史上的平信徒枢机
| 名称                       | 就任枢机的时间 | 最高的圣品   |
| -------------------------- | -------------- | ------------ |
| 保禄三世                   | 1493年         | 教宗         |
| 费迪南多一世·德·美第奇     | 1562年         | 小品         |
| 萨伏伊的莫里斯亲王         | 1607年         | 小品         |
| 弗朗西斯科·德·桑多瓦尔     | 1618年         | 司铎         |
| 西班牙的费尔南多           | 1620年         | 小品         |
| Marino Carafa di Belvedere | 1801年         | 祝圣前即辞职 |
| 特奥多夫·默特尔            | 1858年         | 执事         |

## 终止
1917年，教宗修改天主教教会法，规定今后即便是枢机中最低的执事级枢机必须由拥有铎职者担任，自此平信徒无法再被指定为枢机，平信徒枢机成为历史。
根据一些报导，保禄六世与若望保禄二世都曾考虑过任命平信徒枢机，但最后均未付诸行动。